# Сен-Мелуар-де-Буа
Сен-Мелуа́р-де-Буа́ (фр. Saint-Méloir-des-Bois, брет. Sant-Melar) — коммуна во Франции, находится в регионе Бретань. Департамент — Кот-д’Армор. Входит в состав кантона Планкоэт. Округ коммуны — Динан.
Код INSEE коммуны — 22317.

## География
Коммуна расположена приблизительно в 350 км к западу от Парижа, в 60 км северо-западнее Ренна, в 39 км к востоку от Сен-Бриё.

## Население
Население коммуны на 2016 год составляло 257 человек.
| 1962 | 1968 | 1975 | 1982 | 1990 | 1999 | 2008 | 2016 |
| ---- | ---- | ---- | ---- | ---- | ---- | ---- | ---- |
| 241  | 252  | 211  | 216  | 236  | 233  | 265  | 257  |

## Экономика

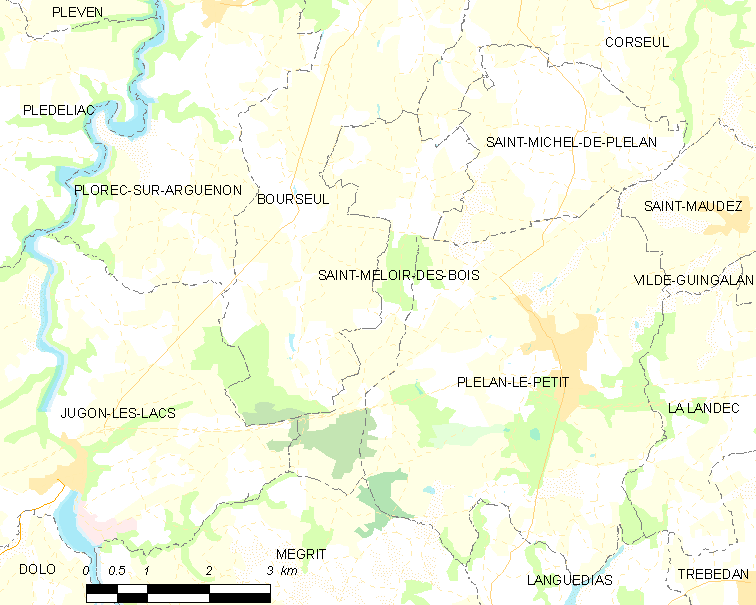
Карта коммуны

В 2007 году среди 168 человек в трудоспособном возрасте (15—64 лет) 125 были экономически активными, 43 — неактивными (показатель активности — 74,4 %, в 1999 году было 64,9 %). Из 125 активных работали 113 человек (58 мужчин и 55 женщин), безработных было 12 (6 мужчин и 6 женщин). Среди 43 неактивных 10 человек были учениками или студентами, 20 — пенсионерами, 13 были неактивными по другим причинам.